# Посьцень-Весь
Посьцень-Весь (пол. Poścień-Wieś) — село в Польщі, у гміні Хожеле Пшасниського повіту Мазовецького воєводства.
Населення — 255 осіб (2011).
У 1975-1998 роках село належало до Остроленцького воєводства.

## Демографія
Демографічна структура станом на 31 березня 2011 року:
|          | Загалом | Допрацездатний вік | Працездатний вік | Постпрацездатний вік |
| -------- | ------- | ------------------ | ---------------- | -------------------- |
| Чоловіки | 138     | 36                 | 93               | 9                    |
| Жінки    | 117     | 41                 | 57               | 19                   |
| Разом    | 255     | 77                 | 150              | 28                   |